# Roasio
Roasio – miejscowość i gmina we Włoszech, w regionie Piemont, w prowincji Vercelli.
Według danych na rok 2004 gminę zamieszkiwały 2474 osoby, 88,4 os./km².